# (5759) Зощенко
(5759) Зощенко (лат. Zoshchenko) — типичный астероид главного пояса, открыт 22 января 1980 года советским астрономом Людмилой Карачкиной в Крымской астрофизической обсерватории и 25 мая 1994 года назван в честь советского писателя Михаила Зощенко.

## Обнаружение и именование
(5759) Зощенко
Открыт 22 января 1980 года в Научном Л. Г. Карачкиной.
Назван в честь выдающегося русского писателя-сатирика Михаила Михайловича Зощенко (1894—1958). Название присвоено по случаю сотой годовщины со дня его рождения по предложению Л. Р. Немировского.
Оригинальный текст (англ.)5759 Zoshchenko
Discovered 1980-01-22 by Karachkina, L. G. at Nauchnyj.
Named in honor of outstanding Russian writer-satirist Mikhail Mikhailovich Zoshchenko (1894—1958). The name is given on the occasion of the one-hundredth anniversary of his birth, following a suggestion by L. R. Nemirovskij.
Источники: DISCOVERY.DB; M.P.C. 23541.

## Орбита

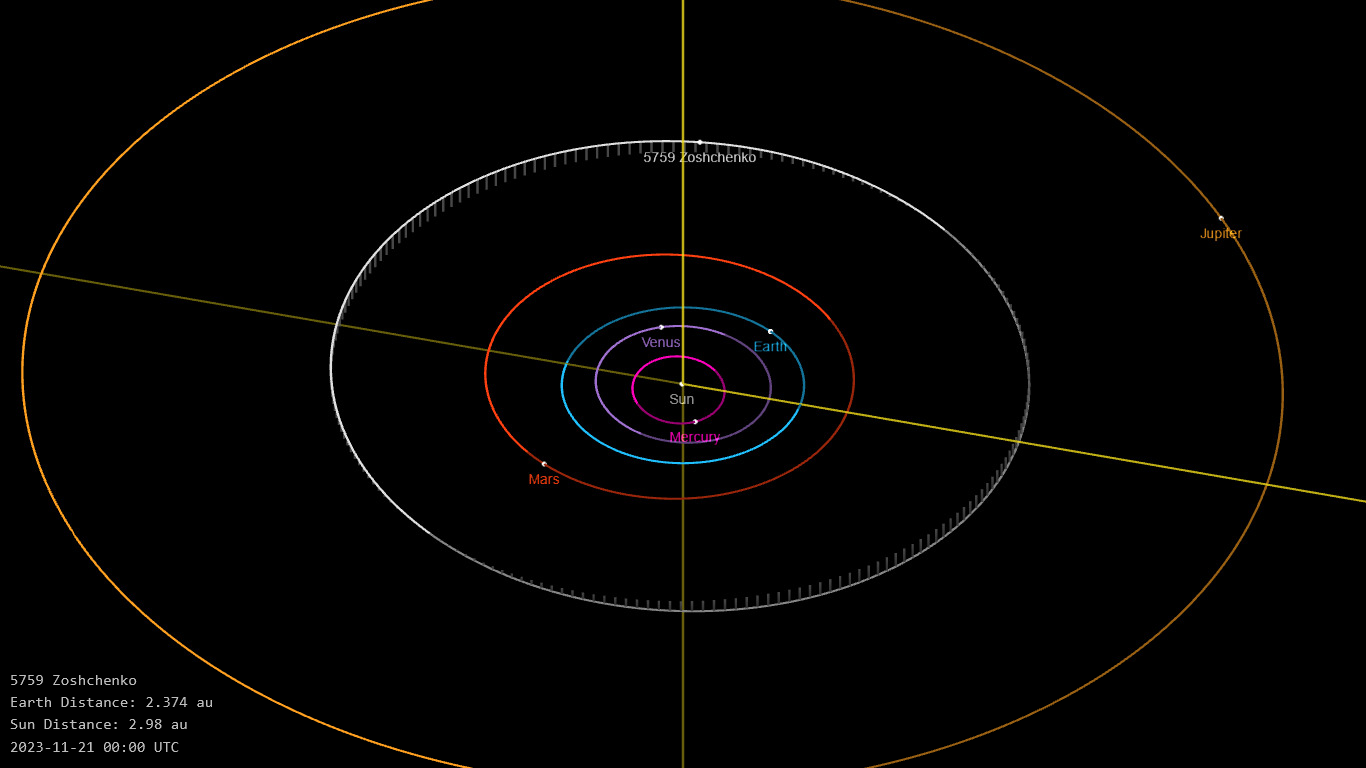
Орбита астероида Зощенко и его положение в Солнечной системе

## Физические характеристики
Из наблюдений системы Asteroid Terrestrial-impact Last Alert System следует, что астероид относится к таксономическому классу CS.
По результатам наблюдений в видимом и ближнем инфракрасном диапазоне космического телескопа NEOWISE диаметр астероида оценивался равным 6,997±0,420 км. Согласно тем же источникам альбедо оценивается как 0,3955±0,0900 и 0,396±0,090.